# نژادگرایی
نژادگرایی یا راسیالیسم (به انگلیسی: Racialism) به باور مبتنی بر این گفته می‌شود که انسان‌های نوین به صورت طبیعی به نژادهای مختلف تقسیم می‌شوند و این نژادها هر یک دارای طبقه‌بندی زیستی ویژه خود هستند؛ باوری که اجماع علمی امروزین آن را رد کرده‌است. اصطلاح نژادگرایی در بسیاری از واژه‌نامه‌ها مترادف با واژهٔ نژادپرستی گرفته می‌شود.

## تعاریف و تفاوت‌ها

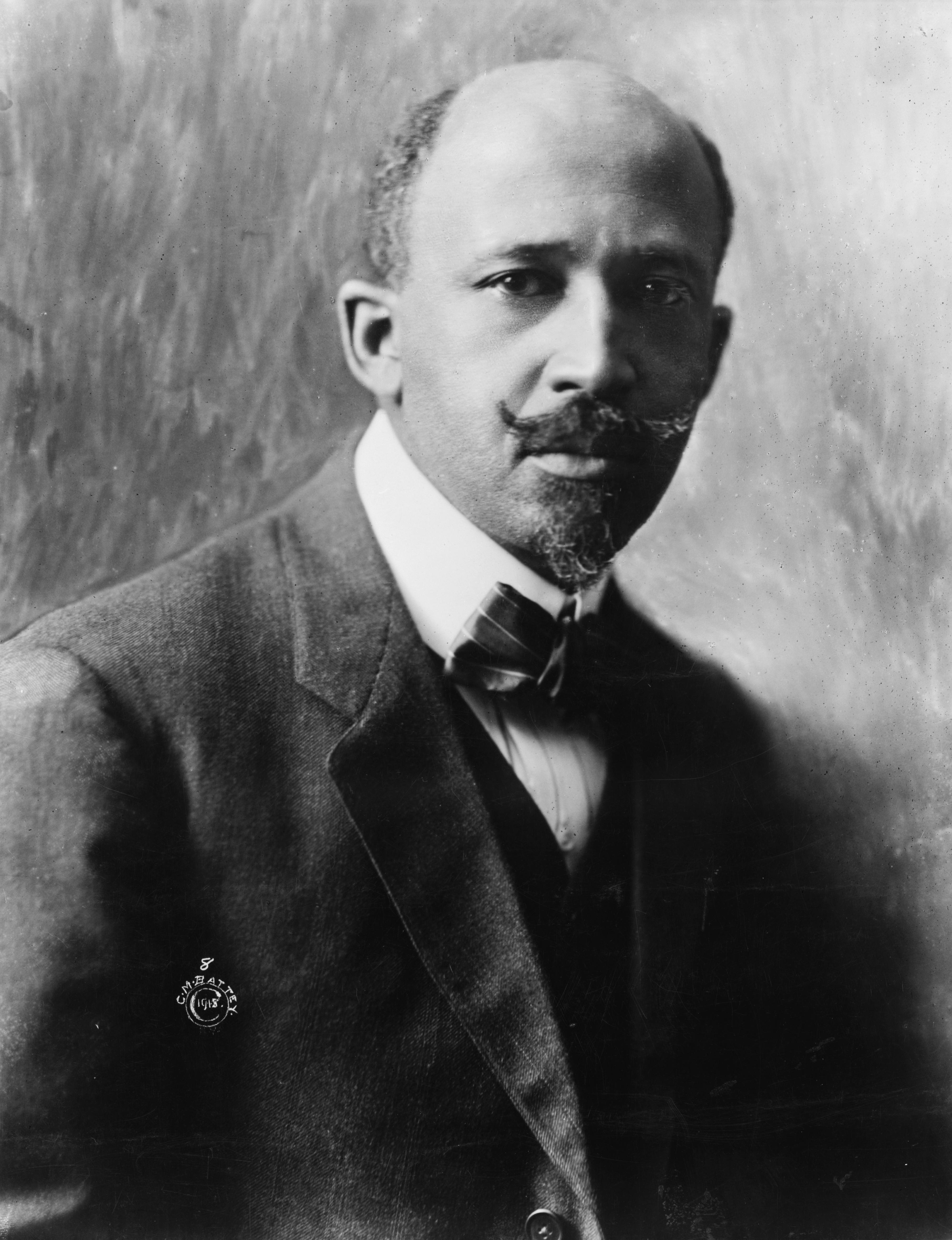
ویلیام دوبوآ، نویسنده آمریکایی مخالف تبعیض نژادی

ویلیام دوبوآ تفاوت میان نژادگرایی و نژادپرستی را در این تعریف می‌کرد که به باور او نژادها حقایق وجودی هستند. در ۱۸۹۷ او می‌نویسد:
همواره در طول تاریخ مردم دیگر انسان‌ها را به نژادهای مختلف تقسیم کرده‌اند، و اگرچه [این عمل] فرای تعاریف علمی قرار می‌گیرد، اما به هر روی، در نظر تاریخ‌دانان و جامعه‌شناسان به خوبی شناخته شده‌است.
دوبوآ این دیدگاه را که نژادها حقایقی زیستی هستند رد کرد اما در عین حال افزود که هویت‌های نژادی «داشته‌های ارزشمندی هستند از اشخاص، و اینکه همبستگی نژای می‌تواند به تبدیل این داشته‌ها به برابری و خودباوری کمک کند.» در کتاب در خانهٔ پدرم (۱۹۹۲)، قوام آنتونی آپیا نظرات دوبوآ را این گونه خلاصه می‌کند که به باور او نژادگرایی اصطلاحی خنثی و بدون بار، ولی نژادپرستی دارای بار غیرخنثی است.
امروزه اجماع نسل‌شناسان بر این است که اندیشه‌های نژادگرایانه پایه ای در ژنتیک جمعیتی نوین ندارند. و بنا بر واژه‌نامه برخط آکسفورد، نژادگرایی واژه دیگری برای مفهوم «نژادپرستی» است.